# Suiza en los Juegos Olímpicos de Vancouver 2010
Suiza estuvo representada en los Juegos Olímpicos de Vancouver 2010 por un total de 145 deportistas que compitieron en 14 deportes, conformando así la quinta delegación más grande de todos los países participantes. 
El portador de la bandera en la ceremonia de apertura fue el patinador Stéphane Lambiel.

## Medallistas
El equipo olímpico suizo obtuvo las siguientes medallas:
| Nombre                                                           | Deporte          | Competición        |
| ---------------------------------------------------------------- | ---------------- | ------------------ |
| Oro                                                              |                  |                    |
| Michael Schmid                                                   | Esquí acrobático | Campo a través M   |
| Didier Défago                                                    | Esquí alpino     | Descenso M         |
| Carlo Janka                                                      | Esquí alpino     | Eslalon gigante M  |
| Dario Cologna                                                    | Esquí de fondo   | 15 km M            |
| Simon Ammann                                                     | Saltos en esquí  | Trampolín normal M |
| Simon Ammann                                                     | Saltos en esquí  | Trampolín grande M |
| Plata                                                            |                  |                    |
| —                                                                |                  |                    |
| Bronce                                                           |                  |                    |
| Markus Eggler Ralph Stöckli Jan Hauser Simon Strübin Toni Müller | Curling          | Equipo M           |
| Silvan Zurbriggen                                                | Esquí alpino     | Supercombinada M   |
| Olivia Nobs                                                      | Snowboard        | Campo a través F   |